# Charles Saatchi

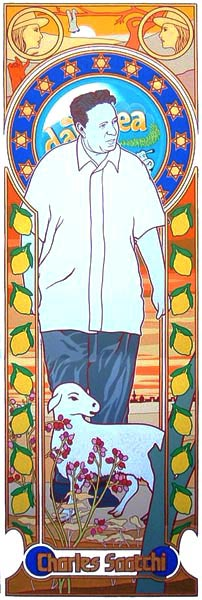
Charles Saatchi von Paul Harvey

Charles Saatchi (* 9. Juni 1943 in Bagdad, Irak) ist ein britischer Kunsthändler, Sammler und Mäzen.

## Leben
Saatchi entstammt einer irakisch-jüdischen Familie, die 1947 nach Großbritannien auswanderte. Nach seinem Studium gründete er im Jahr 1970 mit seinem Bruder Maurice Saatchi die international tätige Werbeagentur Saatchi & Saatchi. Beide verließen 1995 ihre Agentur und gründeten M&C Saatchi. Auch dieses Werbenetzwerk ist weltweit tätig. Im Herbst 2006 hat Charles Saatchi seine letzten Anteile an M&C Saatchi verkauft.
Charles Saatchi ist mitverantwortlich für den Aufschwung der Young British Artists und Gründer der Saatchi Gallery, die ohne Eintrittsgebühr besucht werden kann. Zu den bekanntesten Werken seiner Sammlung gehörte bis 2004 das sechs Meter lange „The Physical Impossibility of Death in the Mind of Someone Living“, ein in Formaldehydlösung konservierter Tigerhai des britischen Künstlers Damien Hirst, das er dem Hedge-Fonds-Manager Steven A. Cohen für 6,5 Millionen Pfund (9,3 Millionen Euro) verkaufte. Damit machte Saatchi nicht nur 9.225.000 Euro Gewinn, sondern auch Hirst zum – zum damaligen Zeitpunkt – zweitteuersten Gegenwartskünstler nach Jasper Johns.
Wenn er die Werke eines Künstlers mag, dann kauft er viele seiner Werke und das öffentlich. Er sagt: „Ich kaufe Kunst, die ich mag. Ich kaufe sie, um sie in Ausstellungen zu zeigen. Dann, wenn es mir gefällt, verkaufe ich sie und kaufe mehr Kunst.“
In der Nacht zum 24. Mai 2004 verlor er bei einem Brand in einem Londoner Lagerhaus mehr als 140 Werke seiner Sammlung.
Charles Saatchi war in erster Ehe mit der Amerikanerin Doris Lockhart verheiratet. Seine 2003 geschlossene Ehe mit der Fernsehköchin Nigella Lawson endete nach einem durch einen Paparazzo dokumentierten Vorfall von Gewalt in der Ehe 2013 in einem Scheidungskrieg.